# 1690.
◄ | 16. stoljeće | 17. stoljeće | 18. stoljeće | ►
◄ | 1660-ih | 1670-ih | 1680-ih | 1690-ih | 1700-ih | 1710-ih | 1720-ih | ►
◄◄ | ◄ | 1687. | 1688. | 1689. | 1690. | 1691. | 1692. | 1693. | ► | ►►
Arhitektura • Astronomija • Biologija • Glazba • Kazalište • Kemija • Kiparstvo • Knjige • Književnost • Kršćanstvo • Medicina • Politika • Pravo • Promet • Slikarstvo • Znanost

## Događaji
- Pohod Fazil Mustafa-paše Ćuprilića.
- 8. listopada – Osmanska vojska opet osvaja Beograd.
- Neuspješna osmanska opsada Osijeka.

## Vanjske poveznice
|  | Zajednički poslužitelj ima još gradiva o temi 1690. |